# Loeches
Loeches település Spanyolországban, Madrid tartományban. Loeches Arganda del Rey, Velilla de San Antonio, Mejorada del Campo, San Fernando de Henares, Torres de la Alameda, Pozuelo del Rey és Campo Real községekkel határos. Lakosainak száma 9200 fő (2024).

## Népesség
A település népessége az utóbbi években az alábbiak szerint változott:
| Lakosok száma | 3176 | 4275 | 5767 | 6781 | 7990 | 8159 | 8525 | 8791 | 8944 | 9200 |
|               | 2001 | 2004 | 2007 | 2009 | 2012 | 2014 | 2017 | 2019 | 2022 | 2024 |